# Goose River
Goose River est une communauté et lieu non organisé dans le comté de Kings de l'Île-du-Prince-Édouard, Canada, au nord-ouest de Souris.